# Legal & General
Legal & General Group plc (L&G) ist ein Finanzunternehmen aus Großbritannien.
Das an der London Stock Exchange im FTSE 100 gelistete Unternehmen bietet Lebens- und Krankenversicherungen sowie weitere Versicherungen an; ebenso Rentenversicherungen und Investitionen. Der Hauptsitz des Unternehmens befindet sich in London. Neben dem britischen Markt ist das Unternehmen in Frankreich, Deutschland, den Niederlanden und den Vereinigten Staaten tätig.
Legal & General hat Allianzen mit verschiedenen Unternehmen wie Barclays Bank, Alliance & Leicester, Birmingham Midshires, Norwich and Perborough Building Society, National Australia Bank, Bank of Ireland, Bradford & Bingley, Chelsea Building Society und Sainsbury´s Bank, wodurch es deren Kunden Versicherungsprodukte anbieten kann.

## Geschichte
Legal & General wurde im Juni 1836 von sechs Anwälten in einem Chancery Lane Geschäft gegründet. Anfangs lautete der Unternehmensname „New Law Life Assurance Society“. Später wechselte der Name zu „Legal & General Life Assurance Society“. Der Konzern expandierte auf dem britischen Versicherungsmarkt und begann international Lebensversicherungsunternehmen zu erwerben: in den 1930er Jahren erwarb er die Metropolitan Life Assurance Company in New York. 1956 wurde der Weg auf den Lebensversicherungsmarkt in Australien beschritten. In den 1970er Jahren wurde das gesamte Unternehmen Eigentum der „Legal & General Group plc“. In den 1980er Jahren erwarb Legal & General zwei weitere Lebensversicherungsunternehmen in den Vereinigten Staaten und ein weiteres in den Niederlanden.
Legal & General Australia wurde 1998 an Colonial Mutual verkauft. Ein Jahr später schlug das Vorhaben fehlt, eine Fusion mit der National Westminster Bank durchzusetzen, da diese von der Royal Bank of Scotland übernommen wurde. 2002 kaufte Northern Rock die Unternehmensbereiche Legal & General Bank sowie Legal & General Mortgage Services. 2002 Legal & General kaufte Suffolk Life, einen Anbieter von Pensionsprodukten. Im selben Jahr bot das Unternehmen erstmals Versicherungslösungen auch für deutsche Kunden an. Suffolk Life wurde 2016 dann wieder verkauft.

## Legal & General in Deutschland
Seit 2002 wurden in Deutschland über die „Legal & General Deutschland Service GmbH“ in Köln Versicherungslösungen für deutsche Kunden vertrieben. Hierzu gehörten Risikolebensversicherungen, fondsgebundene Rentenversicherungen sowie Lebensversicherungen. Mitte 2010 wurde das Neugeschäft mit fondsgebundenen Lebens- und Rentenversicherungen wieder eingestellt. Ende 2010 folgte die Einstellung des Neugeschäfts mit Risikolebensversicherungen.
Zum 1. März 2011 zog sich Legal & General ganz aus Deutschland zurück. Die einst in Köln ansässige „Legal & General Deutschland Service GmbH“ wurde geschlossen und übergab die Betreuung der deutschen Kunden an einen Dienstleister in Irland (Dublin).
Zum 1. Dezember 2016 wurde das Deutschlandgeschäft von Legal & General komplett eingestellt und die noch vorhandenen Legal & General Versicherungsverträge an Canada Life plc -ebenfalls mit Sitz in Dublin/Irland- übertragen, wobei die Betreuung der Verträge weiterhin über den zuvor genannten Dienstleister erfolgt – jetzt unter dem Namen von Canda Life.

## Aktionärsstruktur
Per Ende 2024 waren folgende Aktionäre mit nennenswerten Anteilen bekannt:
- BlackRock - 4,989 %
- Meiji Yasuda Life Insurance Company (MYL) - 4,999 % seit März 2025